# 火星の植民

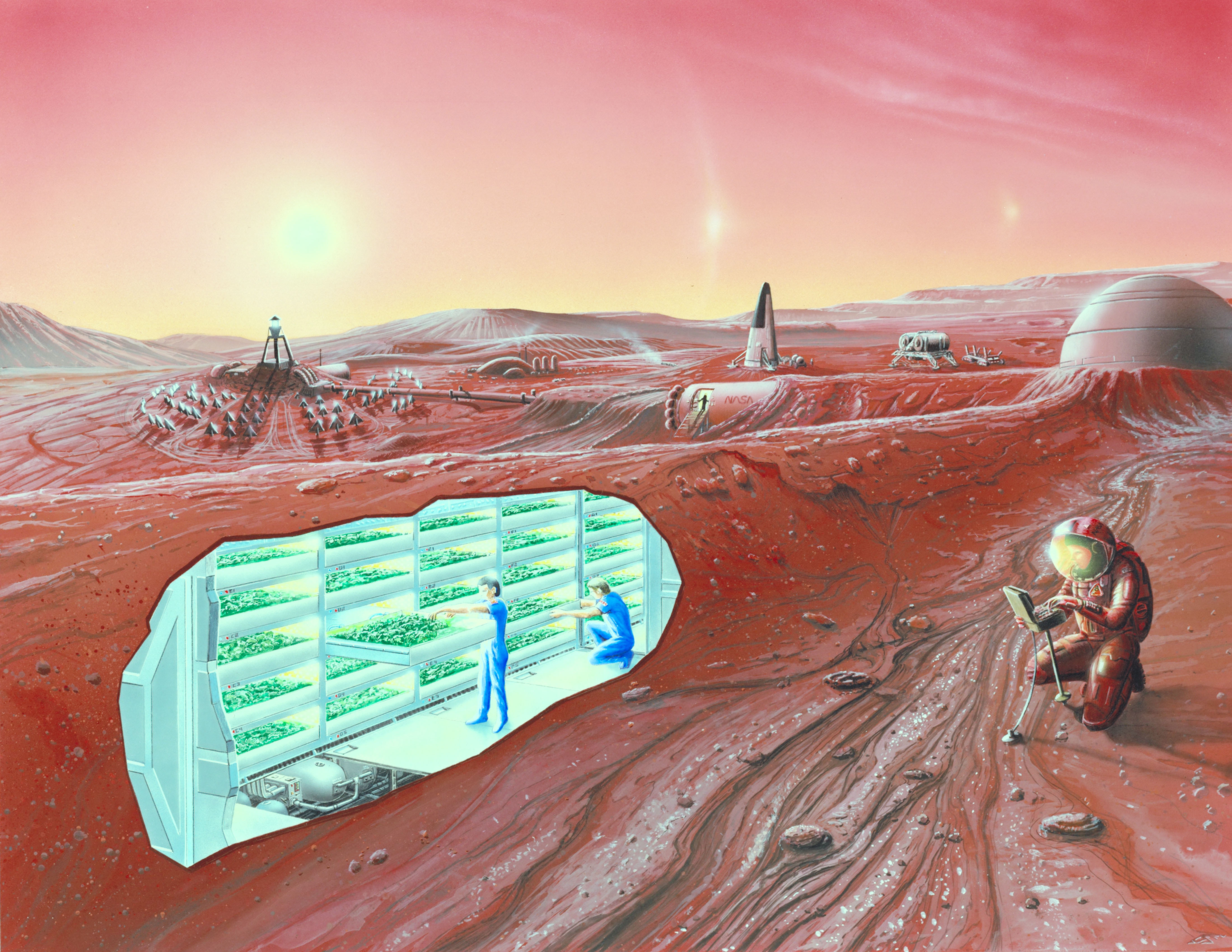
火星植民地想像

火星の植民（かせいのしょくみん）とは、宇宙移民構想の1つであり、ヒトが火星へと移住し、火星の環境の中で生活基盤を形成することである。かねてより火星への植民が可能かどうかは、デタラメな臆測からまじめな研究まで、多くの話題を集めてきた。

## 行程
火星は、エネルギー（速度変更）という点では地球から向かうことが最も簡単な惑星である。化学燃料ロケットを使っている限り、火星への旅には数か月の期間が必要であるものの、比推力可変型プラズマ推進機 (VASIMR) や原子力ロケットなどが実現すれば、2週間程度まで短縮できる。ともあれ、現段階で実現可能な方法でも、現実的な時間で到達できる点は非常に大きい。

## 地球との類似点

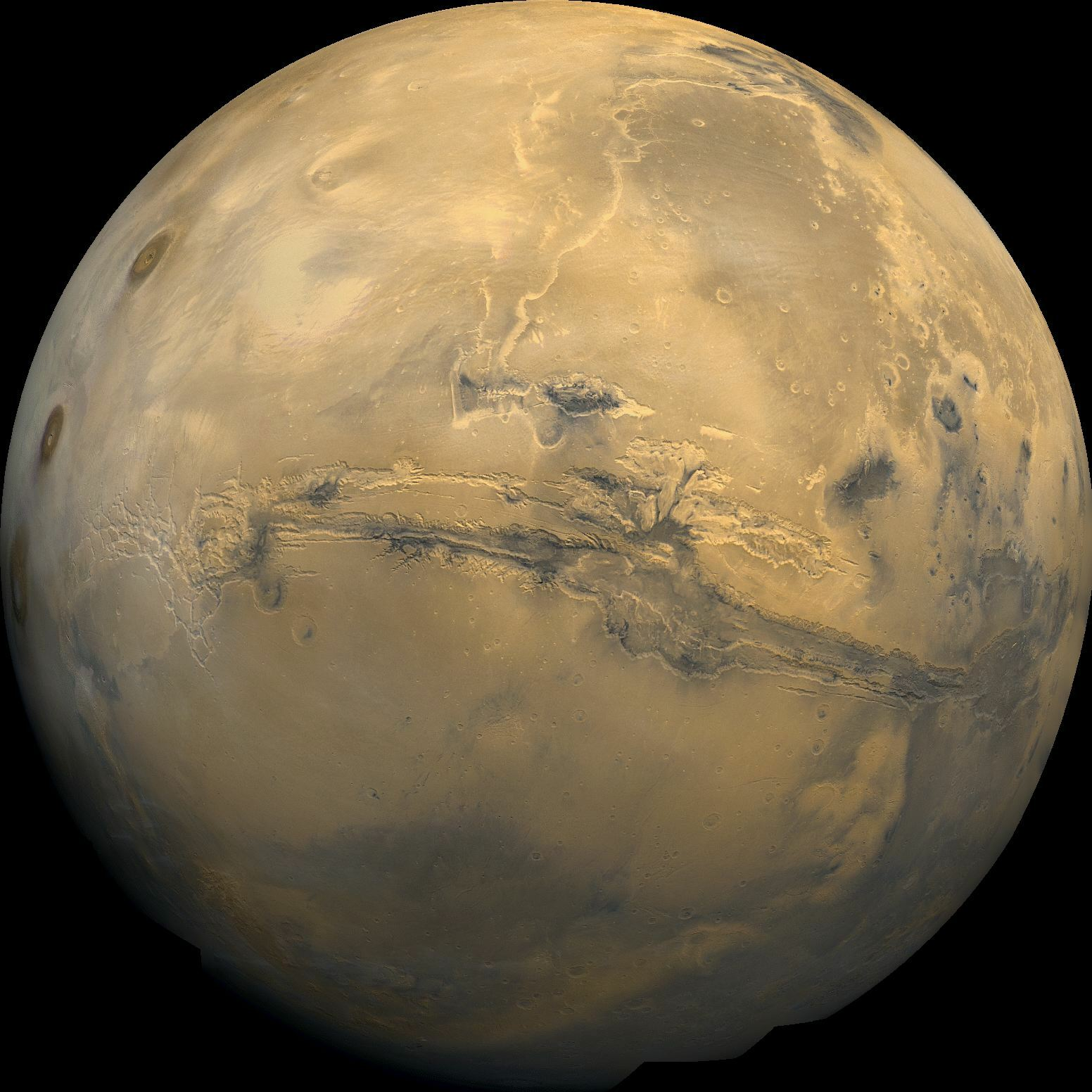
火星

地球のすぐ内側を公転する金星は、その質量や半径などの点では地球によく似た惑星である。しかし、金星は大きさは同じくらいとはいえ、太陽から近いためあまりに高温であるのでサイズが地球よりかなり小さい火星の方が、人類移住の候補として注目を浴びている。これには次のような理由がある。
- 火星の1日（火星日またはsol）は地球の1日に非常に近い。火星の太陽日は24時間39分35.244秒である[3]。
- もともと火星には海があり、太陽からの距離を考慮すると地球と同じように生命が栄えてもおかしくなかった（重力と磁気圏が地球に比べたら小さいので、地球で生命の出発点となった海をつなぎとめておくことができなかった）こと。
- 火星の表面積は地球の28.4%で、地球の陸地（地球表面積の29.2%）と比べてわずかに少ない程度である。
- 火星の赤道傾斜角は25.19°で地球の23.44°に近い。そのため、火星の季節は地球とよく似ている。ただし、火星の1年は地球の1.88年相当であるため、各季節は2倍近い期間続く。火星の天の北極はこぐま座ではなくはくちょう座である。
- 火星は大気を持つ。地球大気の0.7%と薄いものだが、多少なりとも太陽放射や宇宙線を和らげる上、宇宙船が空力ブレーキを使うのに利用することもできる。
- NASAのマーズ・エクスプロレーション・ローバーやフェニックス、ESAのマーズ・エクスプレスなどによる21世紀初頭の観測は、火星に水が存在するという主張を裏付けるものとなった。火星には地球型の生命を支えるのに必要な元素がかなりの量存在している可能性が高い[4]。

## 地球との相違点
地球と火星の間には、当然違いもある。
- 火星の表面重力は地球の1/3にすぎない。この重力下で低重力での健康上の問題が発生しないかどうかはよく分かっていない。逆に重力の問題を解決できれば生命、保温に必要な水や大気を火星にとどめることができ、ある程度は地球に似た星にすることができるかもしれない。
- 火星は地球と比べて非常に寒く、平均表面温度は-43℃で、最低温度は-140℃である。
- 火星表面に液体の水の存在は確認されていない。
- 火星は太陽から遠いため、表面に届く太陽のエネルギーの量（太陽定数）は、地球や月に届く量の半分程度でしかない。
- 火星の軌道は地球のそれよりも潰れた楕円であるため、太陽との距離の変化が大きく、温度や太陽定数の変化を激化させる。
- 火星の気圧は、人間が与圧服無しで生存するには低過ぎる。従って、火星表面に作る居住施設は宇宙船のように与圧式にする必要がある。
- 火星の大気は薄いが主成分は二酸化炭素であるため、火星表面でのCO2の分圧は地球の52倍にもなる。（もっとも、このため火星上で植物は生育可能かもしれない。）
- 火星は2つの衛星、フォボスとダイモスを持っている。フォボスとダイモスは地球の月と比べてはるかに小さく距離も惑星に近い。これらの衛星を小惑星の植民の実験場として活用することも考えられている。
- 火星の磁気圏はとても弱く、太陽風を防ぐのに十分ではない。

## 居住適性
生理学的に見れば、火星の薄い大気は真空同然である。宇宙服などで保護されていない生身の人間であれば、火星の表面ではわずか20秒で失神状態に陥り、1分たりとも生存できないと考えられている。しかし火星の環境は、灼熱の水星や金星、極低温の木星、さらに遠い軌道を巡る外惑星、真空の月や小惑星と比べればはるかに住みやすい環境だとも言える。なお、火星よりも地球に近いのは金星の雲の上くらいであろうと言われている。また、地球上の人間が探検した範囲内にも、火星と類似した自然環境がある。有人気球が到達した最高高度は、1961年5月に記録された34,668m（113,740フィート）で、この高度での気圧は火星表面と同じぐらいである。南極の最低気温はマイナス90度ほどであり、火星の平均気温よりも少し低い。また、地球の砂漠も火星の地形と類似している。
2007年3月21日、NASAの副局長のシャナ・デールは「地球から4000万マイル離れた火星に人類の第2の故郷が見出されることを期待している」と語った。
将来的には、火星の環境を、人間を含めたさまざまな生物がそのまま居住可能なように改造することが出来るようになるのではないかと予測されている。とはいえ、火星環境の地球化、いわゆるテラフォーミングが本当に実現可能かどうかは現時点では何ともいえない。特に火星の脱出速度が小さいため、居住可能な大気を維持し続けるのは困難である。倫理上の問題も指摘されており、議論となっている。

## 放射線
火星は地球に見られるような全惑星規模の強い地磁気を持っていない。このことは薄い大気と相まって火星表面に到達する電離放射線の量を増やすことになる。マーズ・オデッセイは、搭載された火星放射線環境測定機器 (MARIE) によって人間への危険がどの程度かを測定した。その結果、火星周回軌道上は国際宇宙ステーションと比べて放射線のレベルが2.5倍も高く、平均で22mrad/日（220µGy/日、または0.8Gy/年）であることがわかった。3年間このレベルの放射線に晒された場合、現在NASAが採用している安全基準の限界付近まで到達する。ただし、火星表面では大気による吸収によって放射線レベルは多少低くなるだろうし、高度やその地方に固有な磁場によって、大きな地域差が生じている可能性もある。地表に設置される住居や作業場は火星の土を使って保護することができ、屋内で過ごしている間は被曝を大きく減らすことができる。
太陽フレアに伴って起こる荷電粒子の放出現象 (SPE) は大量の放射線を発生させる。火星の宇宙飛行士は、より太陽に近い軌道にあるセンサーによってSPEの警告を受け、火星に放射線が到達する前にシェルターに避難すればよい。だが、SPEには指向性があるらしく、火星軌道上のMARIEによって観測されたが地球では検出されないものもあった。つまり、太陽から見て地球と火星が違う方向にあるときにSPEが起きて火星の方向へ粒子が放出された場合は地球ではこれを探知できず、火星は何の前触れも無く放射線に襲われることになる。したがって、火星を脅かす全てのSPEを確実に探知するには、太陽の周囲を取り巻くSPE観測機のネットワークを構築する必要がある。
宇宙放射線について知らなければならないことはまだ多く残っている。2003年、NASAのジョンソン宇宙センターは新たにNASA宇宙放射線研究室 (NSRL) を開設し、ブルックヘブン国立研究所とともに加速器を活用して、宇宙放射線のシミュレーションを行っている。この施設では宇宙線を防護する技術を開発するとともに、宇宙線が生物へおよぼす影響についても研究する。

## 通信手段
地球との通信は、火星の地平線上に地球が存在する半火星日の間は比較的簡単に行える。また、NASAはいくつかの火星周回機により通信を中継しているので、火星は既に通信衛星を持っていると言える。これらは植民が行われる遥か以前に使えなくなると思われるが、その頃にはまた別の通信衛星が使われているはずである。
会合周期の一部の日、つまり太陽が火星と地球の間に入り一直線になる外合の前後の約2週間は、地球との直接通信は困難になる。また、光の速さには限りがあるため、通信が1往復するまでに、最接近時で6.5分、外合時では44分のタイムラグが発生する。このため、地球とのリアルタイムな音声会話は不可能である。しかし他のコミュニケーション手段、例えばEメールや音声メールを用いることは、若干の不便を伴うにしても可能である。
普通のトランシーバーは見通し距離以上に届くはずである。火星の高層大気にも、地球の高層大気と同様に電離層が存在するものの、地球での場合と同じように、火星でも電離層を利用して火星表面の遠く離れた地点間での長距離短波通信が、果たしてどの程度行えるのかは未だはっきりしていない。
また、外合の期間は地球との通信を諦めるのならともかく、もしも外合の期間でも地球との通信を行いやすくしたいのであれば、外合の間の通信が行いやすくするために地球と太陽のラグランジュ点に中継衛星を用意する必要がある。

## 植民候補地
植民候補の議論は、大雑把に言うと次の地域に切り分けることができる。

### 極地域
火星の北極・南極は、地球からの望遠鏡による長期間にわたる観測により、季節ごとに変化する万年雪に覆われていると考えられていたため、かつて植民の場所として大きな関心が寄せられていた。期待通り、マーズ・オデッセイは北極付近に巨大な水の塊を発見した。しかし、低緯度地域にも水が存在する可能性が示されたため、入植地としての極地域の利点は減少した。地球と同様、火星の極でも夏の間は白夜、冬の間は極夜となる。

### 中緯度地域

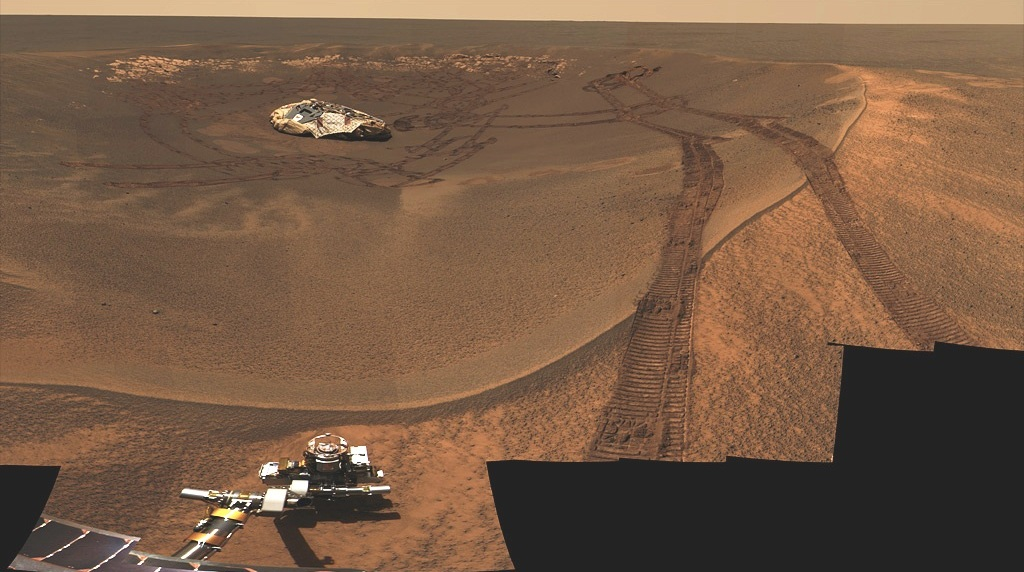
火星のメリディアニ平原にある直径約22 mのクレーター。探査の結果、かつて海底に存在していたであろうと考えられる岩石が見つかった。

火星表面の探検はまだ進行中である。2機のマーズ・エクスプロレーション・ローバー、スピリットとオポチュニティは、それぞれ異なる特徴のある土と岩石に出会った。これは火星の環境が場所によって非常に変化に富んでおり、理想的な植民地を選ぶとすれば、今後さらに多くの火星表面のデータが集められてからにするべきだ、ということを示すものである。地球では赤道から進むにしたがって季節による様々な気候の変化があるように、火星にも素晴らしい変化があるだろう。

### マリネリス峡谷

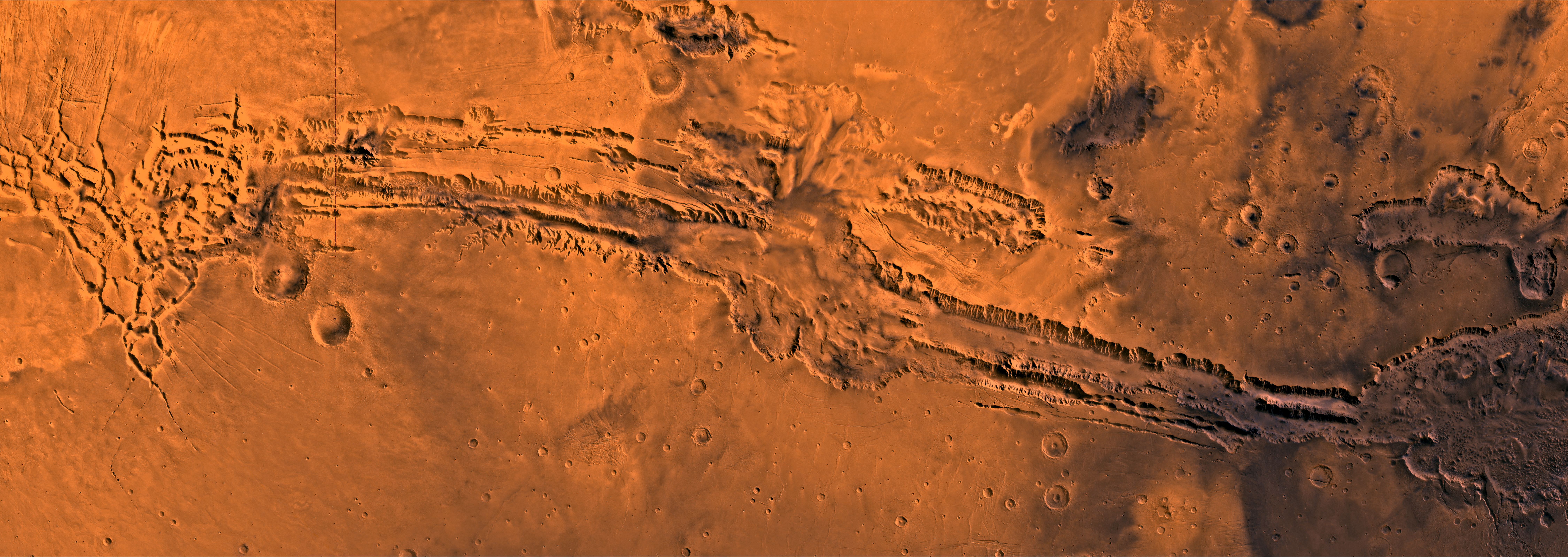
マリネリス峡谷全体の衛星写真。

火星のグランド・キャニオンと呼ばれるマリネリス峡谷は、長さ3,000 km以上、深さ平均8 kmにも達する巨大な峡谷地帯である。高度の低い谷底の気圧は地表面の平均0.7kPaに対して0.9kPaと、25%ほど高いとされている。峡谷はほぼ東西に走っているため、谷の断崖が落とす影のせいで太陽エネルギーの収集が酷く妨げられることも無いだろう。峡谷からの川の流れのような跡は、かつて洪水があったことを示している。峡谷の剥き出しの壁面は、地球のグランド・キャニオンの壁面のように、火星の地質学的な歴史を研究するのに非常に役立つはずである。

### 衛星
火星それ自体に関することではないが、2つの衛星の存在は魅力的なものである。衛星から地球帰還軌道へ移るには、それほど大きな速度の変化を加える必要が無く、また衛星に水などのロケットの推進剤の材料に使用できる物質が存在する可能性もある。仮にそうだとすれば、これら衛星は火星から地球へ帰還する宇宙船の燃料補給拠点として活用され、推進剤やその他の物質を定期的に地球-月間の軌道へ送ることも、経済的に可能となるだろう。仮にそのような物質が無くとも、物資の一時保管庫などとして活用できる可能性はある。

## 懸念
宇宙移民への一般的な批判（宇宙移民に関する議論も参照）に加えて、火星への植民固有の懸念がある。
- 地球の生命による惑星汚染が心配される。火星にかつて生命が存在した、または現在も存在しているかについては、まだ決着がついていない。火星の生命を参照。
- 地球-火星間の飛行に際して非常に高レベルの放射線を浴びるため、癌のリスクが上昇する。出産可能な年代の人については、奇形児が生まれる可能性も高くなる。
- 多くの人は、ロボットによる火星探査の方が経済的に良いのではないか、それはどんな植民活動に対しても先行して行うことができる、と考えている。
- 他の提案として、最初の地球外植民地を作る場所としては火星より月の方がより合理的であり、将来の有人火星ミッションの足がかりとしても使用できるだろうというものもある。しかし、月には生命の生存に必要な元素、特に水素、窒素、炭素がほとんどない（50 - 100ppm）という事実もある。